# Salvați orașul
Salvați orașul (în poloneză Ocalić miasto, în rusă Сохранить город, transliterat: Sohraniț gorod) este un film de război polono-sovietic din 1976 regizat de Jan Łomnicki⁠(d) despre eliberarea Cracoviei⁠(d) în anul 1945. Acest film a fost inspirat de activitățile de recunoaștere și diversiune ale grupurilor lui Aleksei Botean⁠(d) și Evgheni Berezneak⁠(d).

## Rezumat
Situația Armatei Germane este tot mai grea pe Frontul de Răsărit la sfârșitul anului 1944: Armata Sovietică înaintează tot mai mult, partizanii polonezi din Armata Internă sabotează activitățile militare germane, iar locuitorii Poloniei ocupate duc un război psihologic cu ocupanții germani (spre exemplu, funcționarii poștali polonezi ștampilează scrisorile trimise de ofițerii nemți către Germania cu inscripția „Deutschland Kaputt”, iar cetățenii simpli fură documente militare secrete și le predau partizanilor). În acest timp, comportamentul unităților militare germane stârnește îngrijorare în rândul populației orașului Cracovia: soldații pătrund în canalizări și în alte locuri din oraș și depozitează acolo cantități mari de explozibili.
Un grup de cercetași sovietici aflat sub comanda căpitanului Semionov este parașutat la 31 decembrie 1944 deasupra orașului Cracovia pentru a lua contact cu mișcarea de rezistență poloneză. Semionov aterizează însă într-un copac și suferă o rană destul de gravă la picior. Janek, fiul soților Marian și Jadwiga Nowacki, se întoarce de la piață spre casă prin cimitir și îl găsește pe ofițerul rus, căruia îi promite ajutor. Soții Nowacki, inițial temători de consecințele ajutorării unui militar inamic, îl aduc pe Semionov în casa lor și îi facilitează contactul cu comandantul local al Armatei Poporului, Kazimierz Pawlak. Cu ajutorul lui Pawlak, grupul condus de Semionov se adăpostește într-o biserică mică și nefolosită din zona Krzemionki⁠(d), unde instalează un post de radio; Serioja asigură securitatea ascunzătorii, iar Mașa stabilește contactul radio cu unitatea militară sovietică.
Guvernatorul Hans Frank decide să arunce în aer Cracovia și anunță această decizie în timpul balului din noaptea de Anul Nou. Militarii germani minează rețeaua de canalizare, subsolurile clădirilor importante și monumentele orașului. Planul german de aruncare în aer a Cracoviei este aflat de militarii Armatei Interne și de partizanii Armatei Poporului, care sunt nevoiți să colaboreze, în ciuda diferențelor ideologice, pentru salvarea orașului de la distrugere. Membrii Armatei Interne îl răpesc pe inginerul Hans Kruger din cadrul Abwehr pentru a afla detaliile planului. Postul de radio este descoperit însă de germani, care înconjoară biserica; Serioja moare, dar Mașa reușește să scape și să ajungă la Pawlak. Nemții întețesc razille și perchezițiile, iar Nowacki și Semionov sunt capturați. Un număr mare de partizani polonezi (printre care și Nowacki) sunt împușcați în temnița din Palatul Montelupi⁠(d). Ofițerul anchetator german Hartman, conștient de sfârșitul iminent al războiului, îi propune o înțelegere căpitanului Semionov, permițându-i să scape în schimbul cruțării lui în situația capturării Cracoviei de către sovietici.
Armata Sovietică face ultimele pregătiri pentru capturarea orașului, iar mareșalul Konev, comandantul Frontului I Ucrainean, decide să nu folosească artileria grea pentru a nu distruge „altarul național al polonezilor”. Militarii Armatei Interne și ai Armatei Poporului conduși de maiorul „Łysy” și de Pawlak ocupă rețeaua de canalizare și coridoarele subterane ale orașului și neutralizează, cu ajutorul căpitanului Semionov, instalațiile electrice care urmau să provoace lanțul de explozii. Partizanii „Malarz” și „Skorpion” reușesc să pătrundă în clădirea centralei electrice și să dezactiveze detonatorul, dar sunt uciși de germani în urma unui schimb de focuri.
Situația militară devine critică pentru germani, iar guvernatorul Frank părăsește Cracovia, luând cu el un număr mare de comori din Castelul Wawel și ordonându-i Hauptsturmführer-ului Klinder să arunce în aer orașul. Armata Sovietică declanșează atacul, fără ajutorul artileriei, în dimineața zilei de 19 ianuarie 1945, iar tancurile sovietice pătrund pe străzile orașului Cracovia, unde se dau lupte grele. Militarii germani se retrag, iar orașul este eliberat. Populația Cracoviei întâmpină cu bucurie trupele învingătoare.

## Distribuție
- Teresa Budzisz-Krzyżanowska⁠(d) — Jadwiga Nowacka
- Jan Krzyżanowski⁠(d) — Marian Nowacki, soțul Jadwigăi
- Jacek Miśkiewicz — Janek, fiul soților Nowacki
- Aleksandr Beleavski⁠(d) — căpitanul Semionov („Siemionow”)
- Nina Maslova⁠(d) — Mașa („Masza”), radiotelegrafistă sovietică (menționată Nina Masłowa)
- Kirill Arbuzov — Serioja („Sieroża”), militar sovietic (menționat Kirył Arbuzow)
- Serghei Polejaev⁠(d) — mareșalul sovietic Ivan Konev, comandantul Frontului I Ucrainean (menționat Siergiej Poleżajew)
- Oleg Mokșanțev — generalul Ivan Korovnikov⁠(d), comandantul Armatei a 59-a Sovietice⁠(d) (menționat Oleg Mokszancew)
- Jerzy Bączek⁠(d)
- Henryk Bista⁠(d) — „Sztych”, căpitan al Armatei Interne (AK)
- Barbara Bosak⁠(d)
- Andrzej Buszewicz⁠(d) — militar al Armatei Interne
- Marian Cebulski⁠(d) — comunistul „Kania” care-i interceptează pe nemți
- Stanisław Chmieloch⁠(d) — „Malarz” („Pictorul”), militar al Armatei Interne
- Ewa Ciepiela⁠(d) — soția inginerului Kruger
- Witold Dębicki⁠(d) — „Skorpion” („Scorpionul”), militar al Armatei Interne
- Jerzy Duszyński — Hans Frank, guvernatorul general al Poloniei
- Zbigniew Kryński⁠(d) — comunistul Kazimierz Pawlak, comandantul local al Armatei Poporului
- Jerzy Sagan⁠(d) — muncitorul instalator Migura, comunist
- Janusz Sykutera⁠(d) — ofițerul german responsabil cu urmărirea parașutiștilor sovietici
- Jerzy Tkaczyk — inginerul Hans Kruger din cadrul Abwehr
- Wojciech Ziętarski⁠(d) — „Łysy”, maior al Armatei Interne
- Herbert Sievers⁠(d) — general-colonel Josef Harpe⁠(d), comandantul Grupului de Armate „A”⁠(d)
- Szafkat Gaziew
- Włodzimierz Koziełkow
- Witalij Komisarow
- Viktor Uralski⁠(d) (menționat Wiktor Uralski)
- Gheorghios Sovcis⁠(d) (menționat Georgij Sovczis)
- Herbert Ambach
- Klaus Gehrke
- Heinrich Schramm
- Jan Spitzer
- Viktor Șulghin⁠(d) (menționat Wiktor Szulgin)
- Antonina Barczewska⁠(d)
- Jerzy Braszka⁠(d) — militar al Armatei Interne
- Marek Chodorowski⁠(d)
- Mikołaj Grabowski⁠(d)
- Zbigniew Hellebrand
- Tadeusz Huk⁠(d) — adjutantul guvernatorului Hans Frank
- Julian Jabczyński⁠(d)
- Rajmund Jarosz
- Renata Kretówna⁠(d) — Renia, agentă de legătură a Armatei Interne
- Zbigniew Korepta⁠(d) — ofițerul german din canalizare
- Tadeusz Kunikowski
- Halina Kuźniakówna⁠(d)
- Leszek Kubanek⁠(d) — muncitorul instalator Karpiel
- Aleksander Mikołajczak — muncitorul instalator Wodowiak (menționat J. Mikołajczyk)
- Romuald Michalewski
- Józef Onyszkiewicz — agentul secret german care-l urmărește pe Semionov
- Dominika Stec
- Antoni Żukowski⁠(d) — militarul Armatei Interne de la centrala electrică a orașului
- Jerzy Fedorowicz⁠(d) — funcționarul poștal care ștampilează scrisori (nemenționat)
- Jerzy Kryszak⁠(d) — preotul din subteran (nemenționat)
- Hugo Krzyski⁠(d) — un ofițer german de rang înalt (nemenționat)
- Marcin Sosnowski⁠(d) — neamțul care se ocupă de picturi (nemenționat)

## Producție
Filmul a fost produs în coproducție de compania poloneză Zespół Filmowy Kadr și compania sovietică Mosfilm. Filmările au avut loc în anul 1976 și s-au desfășurat în mai multe locuri din orașul polonez Cracovia: Biserica „Sfântul Benedict”⁠(d) de pe Dealul Lasota⁠(d) al fostului oraș Podgórze⁠(d) (astăzi inclus în Cracovia), ul. Krzemionki, zidul de piatră de pe Ulica Bolesław Limanowski⁠(d). S-a filmat pe peliculă color. Lungimea peliculei este de 3163 de metri, iar durata filmului este de 110 minute.

## Recepție
Salvați orașul este considerat de polonezi un film de propagandă care exagerează și denaturează rolul Armatei Sovietice în eliberarea Cracoviei⁠(d) potrivit unui mit fabricat de autoritățile comuniste ale Republicii Populare Polone și Uniunii Sovietice. Propaganda comunistă poloneză a susținut că Armata Germană a minat întregul oraș pentru a-l distruge, astfel încât polonezii să creadă că Armata Roșie a eliberat și a salvat Cracovia, spre deosebire de Varșovia, care a suferit pagube semnificative. În realitate, forțele armate germane nu au avut interes să apere Cracovia deoarece riscau să fie încercuite, așa că, la apropierea sovieticilor, au aruncat în aer podurile de pe râul Dunajec pentru a-și asigura o retragere sigură și completă către regiunea industrială Silezia Superioară, ceea ce le-a permis să aibă pierderi minime și să transporte în liniște operele de artă jefuite. Germanii nu avut intenția să distrugă orașul, ci au minat doar câteva poduri și clădiri strategice (sediul Gestapo-ului și al poliției) pentru a încetini înaintarea Armatei Sovietice.
Mareșalul Konev a pretins că a fost informat de patrioții polonezi despre planul german de distrugere a orașului și a făcut eforturi pentru a salva Cracovia de la distrugere, ordonând un atac fulger asupra orașul, fără a folosi aviația și artileria. Credibilitatea acestor relatări a fost pusă la îndoială de istoricul polonez Andrzej Chwalba⁠(d), care nu a găsit nicio dovadă fizică a planului general german de distrugere a orașului și nicio dovadă scrisă care să arate că mareșalul Konev a ordonat atacul cu intenția de a conserva orașul. El înfățișează strategia lui Konev ca fiind una obișnuită – ceea ce a cauzat, doar întâmplător, puține pagube Cracoviei – exagerată mai târziu și transformată într-un mit al lui „Konev, salvatorul Cracoviei” de către propaganda sovietică. Intrarea Armatei Roșii în oraș a fost însoțită de un val de violuri⁠(d) asupra fetelor și femeilor, ceea ce a determinat proteste oficiale ale autorităților poloneze.
Istoricii polonezi au susținut că mareșalul Konev a ordonat totuși folosirea artileriei și aviației pentru atacarea unităților militare germane din Cracovia în ianuarie 1945, distrugând sau deteriorând aproximativ 450 de clădiri din Cracovia; au fost distruse complet, printre altele, casele din jurul Gării Centrale⁠(d), în timp ce alte clădiri valoroase precum Catedrala Wawel și Castelul Wawel (care era atunci sediul guvernatorului) au suferit avarii importante după ce Aviația Sovietică a aruncat la 17 ianuarie 1945 o bombă deasupra castelului, care a căzut în curtea Batory⁠(d).

## Premii
Filmul a fost distins cu mai multe premii:
- Premiul principal „Leii de argint de la Gdańsk” (Srebrne Lwy Gdańskie) pentru cea mai bună regie⁠(d) (Jan Łomnicki⁠(d)) la Festivalul Filmului Polonez de la Gdańsk (1976);
- Premiul ministrului apărării naționale (Nagroda Ministra Obrony Narodowej) clasa I pentru regizorul Jan Łomnicki⁠(d) (1976);
- Premiul ziarului Dziennik Wieczorny⁠(d) din Bydgoszcz în urma unui plebiscit efectuat în rândul cititorilor (1977)
- Premiul ministrului culturii și artei (Nagroda Ministra Kultury i Sztuki) clasa I pentru regizorul Jan Łomnicki⁠(d) (1977) etc.[3]

Salvați orașul a concurat, de asemenea, la ediția a X-a⁠(d) a Festivalului Internațional de Film de la Moscova (7–21 iulie 1977), unde a obținut Premiul Comitetului Sovietic pentru Apărarea Păcii⁠(d).